# Ulica Stefana Batorego w Chorzowie
Ulica Stefana Batorego w Chorzowie – jedna z dwóch najważniejszych (obok ul. Armii Krajowej) ulic w dzielnicy Chorzów-Batory. Rozpoczyna swój bieg przy skrzyżowaniu z ulicą 16 lipca, kończy się wjazdem na autostradę A4 w węźle Chorzów Batory. Swoją nazwę zawdzięcza, podobnie jak cała dzielnica, królowi Polski Stefanowi Batoremu. Znajduje się tu przystanki autobusowe, który obsługują następujące linie ZTM Katowice: 22, 48, 74, 98, 130N, 139, 144, 165, 632 i 663.

## Obiekty historyczne
Przy ulicy znajdują się następujące historyczne obiekty i miejsca:
- Kościół Wniebowzięcia Najświętszej Maryi Panny w Chorzowie wzniesiony w latach 1898–1901, wpisany do rejestru zabytków 8 października 2009 (nr rej.: A/282/09);
- zabytkowa willa z ogrodem wzniesiona w latach 1905-1907 przy ul. Batorego 44 wpisana do rejestru zabytków 27 lipca 2006 (nr rej.: A/193/06);

## Instytucje

### Kościoły
Przy ulicy znajdują się dwa kościoły rzymskokatolickie oraz jeden kościół nowoapostolski:
- Kościół Wniebowzięcia Najświętszej Maryi Panny w Chorzowie - Farna 3

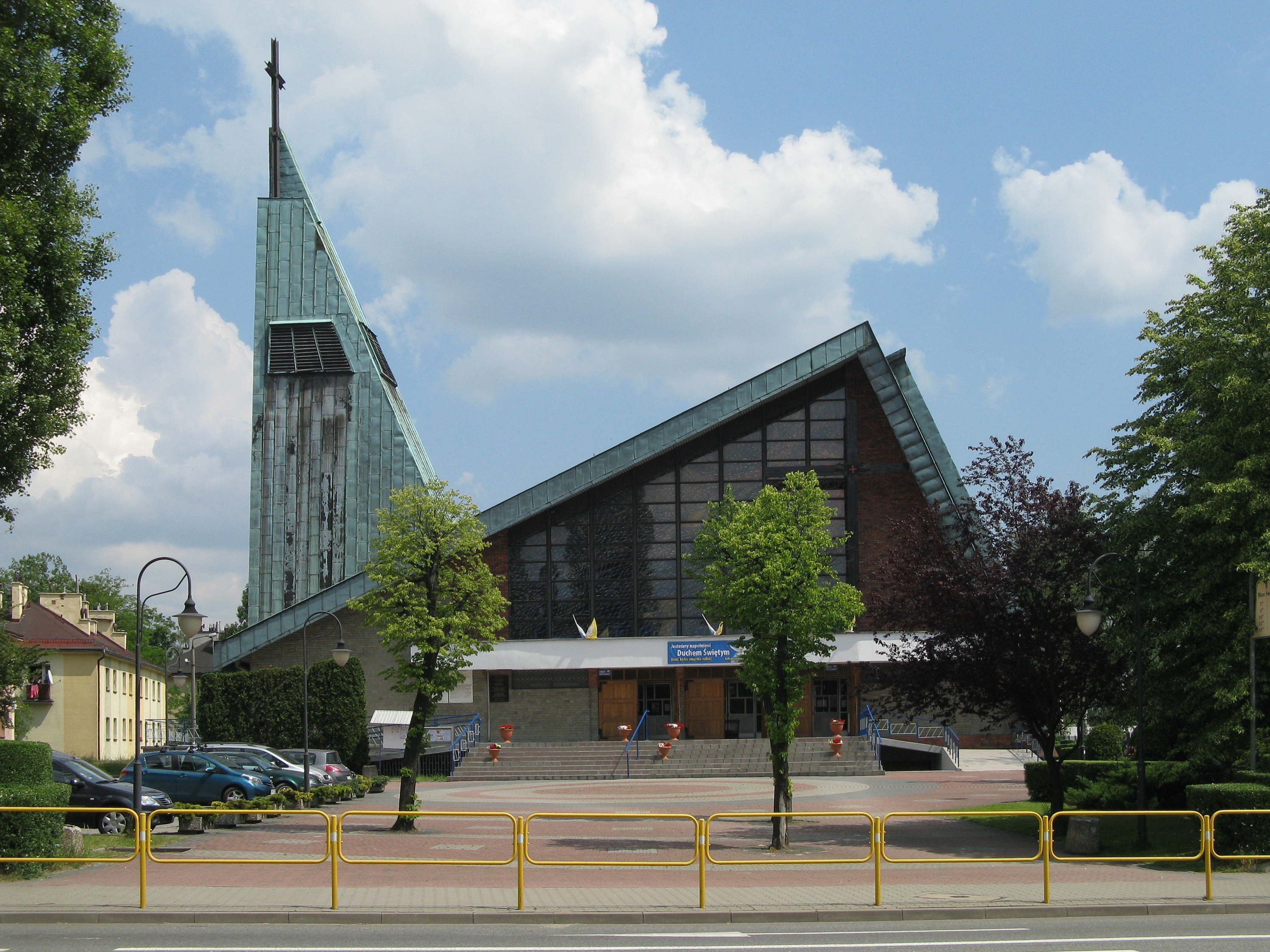
Kościół pw. Jezusa Chrystusa Dobrego Pasterza

- Kościół Jezusa Chrystusa Dobrego Pasterza w Chorzowie Batorym - Skrajna 2a (front kościoła skierowany jest na ulicę Stefana Batorego
- Kościół Nowoapostolski w Polsce Zbór Chorzów - Jodłowa 24

### Szkoły
Przy ulicy znajduje się niepubliczna szkoła podstawowa i szkoła wyższa:
- Technikum Mechaniczno-Elektryczne im. Nikoli Tesli w Chorzowie - Stefana Batorego 37[4]
- Społeczna Szkoła Podstawowa w Chorzowie stowarzyszenia "Szkoła Przyszłości"[5]